# Panoul de mostre lunare ale misiunii Apollo 11

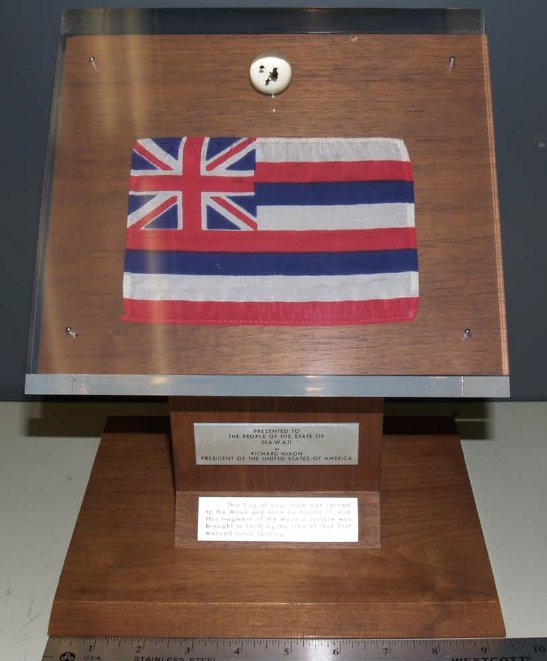
Placa trimisă statului american Hawaii

Panoul de mostre lunare ale misiunii Apollo 11 este o placă comemorativă instalată pe un mic podium, formată din patru exemplare de particule de praf de dimensiunea bobului de orez, drapelul de stat al țării destinatare și două mici plăci de metal cu mesaje descriptive. Mai multe exemplare au fost transmise drept cadou în 1970 de către președintele Richard Nixon în 135 de țări din întreaga lume, cele 50 de state din Statele Unite și teritoriile sale.

## Istorie
Președintele Richard Nixon a cerut de la NASA, în noiembrie 1969, să confecționeze aproximativ 250 de mostre pentru 135 de națiuni, cele 50 de state americane și teritoriile sale, cât și Organizația Națiunilor Unite. Fiecare exemplar are particule de praf selenar din prima misiune de aselenizare, Apollo 11, colectate de astronauții Neil Armstrong și Buzz Aldrin în 1969. Particulele sunt de mărimea unui bob de orez și cântăresc în total aproximativ 50 mg. Au fost introduce într-un nasture de acril, de dimensiunea monedei de 50 cenți americani. Suvenirele au fost livrate drept cadou în 1970.

## Descriere
Fiecare din plăcile confecționate au 9 țoli lățime și 11 țoli lungime și sunt instalate pe un podium mic. Un nasture din plastic acrilic conține proba lunară – particule de praf lunar de mărimea unor boabe de orez. Sub nasture este un mic drapel (10,16 cm × 15,24 cm) al țării destinatare, care fusese la bordul Apollo 11 în timpul misiunii. Drapelul, confecționat din nailon, este acoperit cu un capac transparent din plastic.
Toate plăcile conțin câte un mesaj adresat țărilor și statelor destinatare. După livrare, s-a descoperit că drapelul Venezuelei nu fusese transportat pe lună. Acest lucru a fost rectificat în misiunea Apollo 12.

## Țări

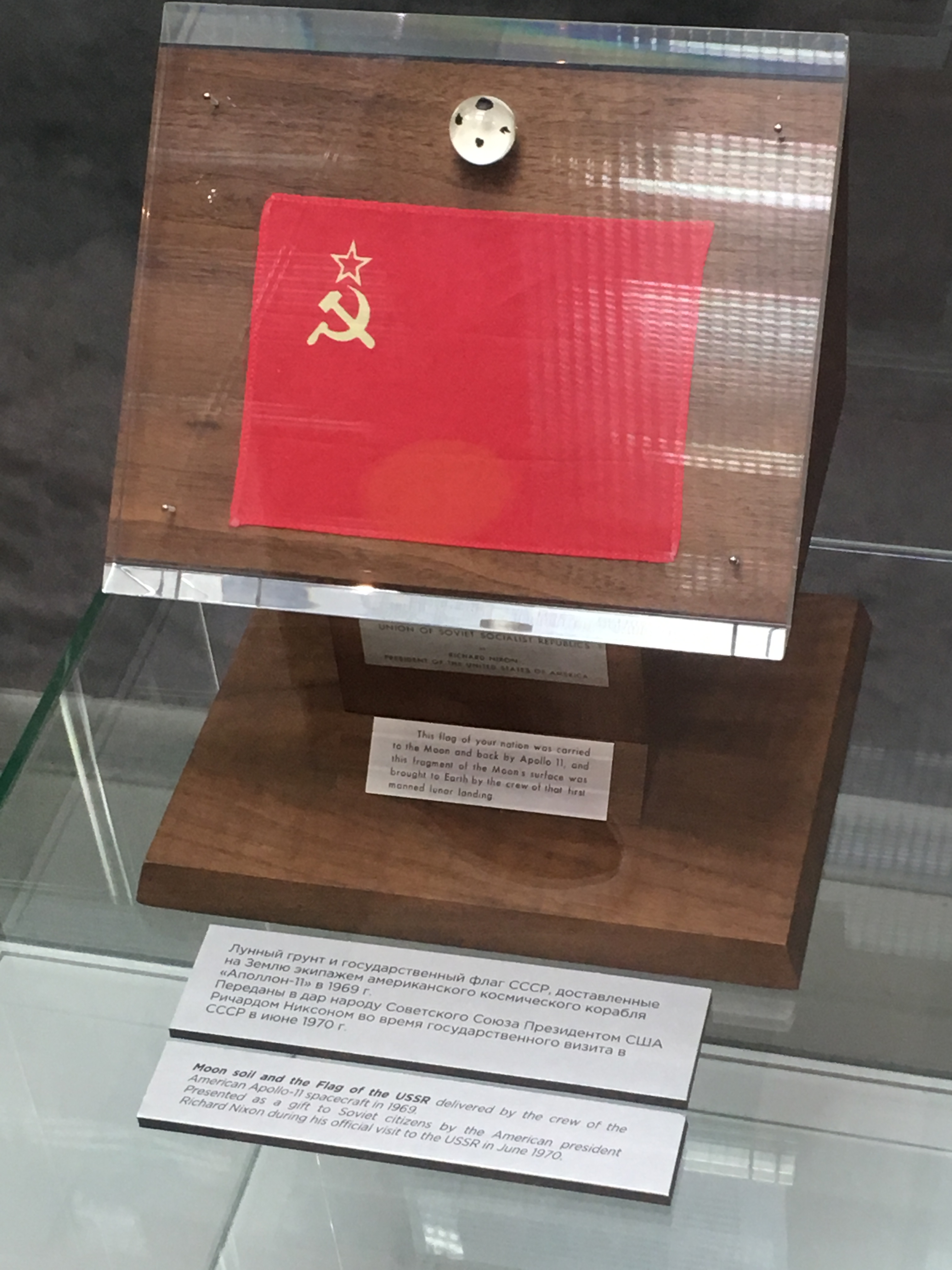
Placa trimisă Uniunii Sovietice

Țările căror li s-au acordat aceste cadouri au fost Afganistan, Albania, Algeria, Andorra, Argentina, Australia, Austria, Barbados, Belgia, Bhutan, Bolivia, Botswana, Brazilia, Bulgaria, Burma, Burundi, Camerun, Republica Centrafricană, Ceylon (Sri Lanka), Ciad, Chile, China, Columbia, Congo (Brazzaville), Congo (Kinshasa), Costa Rica, Cuba, Cipru, Cehoslovacia, Dahomey, Danemarca, Republica Dominicană, Ecuador, Egipt, El Salvador, Guineea Ecuatorială, Etiopia, Finlanda, Franța, Gabon, Gambia, Germania, Ghana, Grecia, Guatemala, Guineea, Guyana, Haiti, Honduras, Ungaria, Islanda, Indonezia, Iran, Irak, Coasta de Fildeș, Jamaica, Japonia, Iordania, Kenya, Coreea, Kuweit, Laos, Liban, Lesotho, Liberia, Libia, Liechtenstein, Luxemburg, Madagascar, Malawi, Malaezia, Maroc, Muscat și Oman, Nauru, Nepal, Țările de Jos, Noua Zeelandă, Nicaragua, Niger, Nigeria, Norvegia, Pakistan, Panama, Paraguay, Peru, Filipine, Polonia, Portugalia, România, Rwanda, San Marino, Arabia Saudită, Senegal, Sierra Leone, Singapore, Somalia, Africa de Sud, Yemenul de Sud, Swaziland, Suedia, Elveția, Siria, Taiwan, Tanzania, Thailanda, Togo, Trinidad și Tobago, Tunisia, Turcia, Uganda, Regatul Unit, Volta Superioară, Uruguay, Vatican, Venezuela, Samoa de Vest, Yemen, Iugoslavia, Zambia.